# Hydrazin
Hydrazin, N2H4, er et giftigt og kræftfremkaldende stof, der lugter som ammoniak, hvorfra det også udvindes, men dets kemiske egenskaber minder mere om vand. Det anvendes bl.a. i raketbrændstof.
Man har en begrænset viden om, hvorledes mennesker reagerer på stoffet, når de udsættes for det, da der kun er udført et lille antal eksperimenter og kun få er blevet udsat for det i øvrigt. Dog har man ved forsøgsdyr kunnet påvise kræft i næseslimhinden, lunger, blodkar, samt tyktarm.

## Biosyntese af hydrazin
Det har været kendt længe, at visse anaërobe bakterier ("anammox") er i stand til at omdanne ammonium til kvælstof. For nylig (2015) har man påvist, at det kan de, fordi de rummer et protein, der katalyserer dannelsen af det stærkt reducerende hydrazin i to tempi. 

## Note
1. ↑  Andreas Dietl, Christina Ferousi, Wouter J. Maalcke, Andreas Menzel, Simon de Vries, Jan T. Keltjens, Mike S. M. Jetten, Boran Kartal og Thomas R. M. Barends: The inner workings of the hydrazine synthase multiprotein complex i Nature, den 21. oktober 2015 (engelsk)

| Kemi | Spire Denne artikel om kemi er en spire som bør udbygges. Du er velkommen til at hjælpe Wikipedia ved at udvide den. |